# Subluxación vertebral
La "subluxación vertebral" es un modelo teórico de la quiropráctica, que describe una supuesta disfunción del movimiento de un segmento vertebral, el cual según los practicantes provoca cambios patológicos en nervios, músculos, ligamentos y tejido vascular y conectivo, y es la causa de un gran número de trastornos de salud.

## Historia
En 1895, el creador de la Quiropráctica D.D. Palmer, definió la subluxación como: “interferencia con el fluido de la energía nerviosa”.
Las observaciones de Palmer lo llevaron a concluir que existe una supuesta "inteligencia innata" que controla una supuesta "energía" o "fuerza vital" que, según las teorías de los curanderos magnéticos de la época, permite que el cuerpo se cure a sí mismo. Según Palmer, dicha "inteligencia innata" regula todas las funciones del organismo pero, en presencia de una "subluxación de la médula espinal", el flujo de la "energía" se bloquea, causando todo tipo de trastornos de salud. Palmer estaba convencido de que el 95% de todas las enfermedades son causadas por vértebras desplazadas y el resto, por luxaciones de otras articulaciones. Palmer desarrolló las técnicas de manipulación con el objetivo de desbloquear el flujo de esta "energía" y permitir la autocuración del organismo. Ninguna de estas teorías puede cuantificarse mediante ningún método científico.

## Causas de una subluxación
Los proponentes de la quiropráctica señalan que las causas de las subluxaciones son entre otras: Malas posturas, el ejercicio físico mal realizado, movimientos repetitivos; la ingesta de tabaco, alcohol, drogas, el estrés, entre otras. 

## Evidencia y críticas
El mecanismo fisiológico de la subluxaciones ha sido calificado como infactible y no apoyado por el conocimiento científico. La existencia misma de la subluxación vertebral ha sido considerado como un constructo que solo se encuentra en el ámbito de la especulación, que no tienen utilidad clínica y que por tanto no puede asociarse a ningún tipo de condición médica.